# لوسی کوهیو
لوسی کوهیو (انگلیسی: Lucy Cohu؛ زادهٔ ۱۹۶۸ میلادی) بازیگر اهل بریتانیا است. وی دانش‌آموختهٔ مدرسه مرکزی سلطنتی گفتار و نمایش است و از سال ۱۹۹۱ میلادی تاکنون مشغول فعالیت بوده‌است.

## گزیدهٔ نقش‌آفرینی‌ها
- حادثه[۳]
- تورچ وود
- بیداری
- کفش‌های باله
- گاسفورد پارک
- جین شدن
- آدمکشان میدسامر